# Stay with Me (canción de Alexander Klaws)
«Stay With Me» (en español: «Quédate Conmigo») es una canción del cantante alemán Alexander Klaws. Lanzada en junio de 2003 como el segundo sencillo de su álbum Take Your Chance se convirtió en el segundo top ten de Klaws en Alemania. En el sencillo se incluyen tres versiones de la canción, además del tema "I'll Love You 'Til The Day I Die", el cual también está incluido en el álbum mencionado.

## Créditos
- Letra: Dieter Bohlen
- Música: Dieter Bohlen
- Productor: Dieter Bohlen
- Coproductor: Jeo@jeopark
- Coros: Billy King, Christoph Leis-Bendorff y Olaf Senkbeil
- Guitarra: J. Sander
- Mezcla: Jeo@jeopark
- Diseño de Arte: Ronald Reinsberg
- Fotografía: Wolfgang Wilde
- Distribución: BMG

## Lista de canciones
CD-Maxi Hansa / 19 82876 53433 2 (BMG) / EAN 0828765343329	10.06.2003
1. «Stay With Me» (Radio Versión) 3:31
2. «Stay With Me» (Retro Mix) 4:00
3. «I'll Love You» 'Til The Day I Die 3:33
4. «Stay With Me» (Instrumental) 3:31

## Posicionamiento en listas
| Lista (2003)                          | Máxima posición |
| ------------------------------------- | --------------- |
| Alemania (Offizielle Deutsche Charts) | 9               |
| Austria (Ö3 Austria Top 40)           | 14              |
| Suiza (Schweizer Hitparade)           | 28              |